# Міс Роуз Вайт
«Міс Роуз Вайт» (англ. Miss Rose White) — американський телефільм, удостоєний вищої національної премії «Еммі».

## Сюжет
Не так вже і багато років минуло після другої світової війни, і вона продовжує жити в душах всіх, кого зачепила своїм кривавим крилом. Молода дівчина Роуз Вайт (Кіра Седжвік) теж щось пам'ятає про війну, адже й вона з батьком виїхали з окупованої Польщі до США. Проте вважає, що сім'я єврейських емігрантів повинна бути більше стурбована не минулим, а сьогоденням — тобто проблемою облаштування в Америці. Але життя підштовхує її змінити точку зору — коли з Європи приїжджає Люсія (Аманда Пламмер), сестра Роуз. Пройшовши через жахи нацистського концтабору, Люсія щоночі мечеться в гарячковому маренні і плаче, плаче, плаче...

## у ролях
| Актор                 | Роль                     |
| --------------------- | ------------------------ |
| Аманда Пламмер        | Люсія                    |
| Кіра Седжвік          | Рейзель Вайс / Роуз Вайт |
| Максиміліан Шелл      | Мордехай Вайс            |
| Морін Степлтон        | Танта Перла              |
| Пенні Фуллер          | міс Кейт Райан           |
| Даніель Бернард Суїні | Ден МакКей               |
| Джина Гершон          | Енджі                    |
| Мілтон Селзер         | дядько Шимон             |
| Кен Коллінз           | солдат                   |
| Томас Копач           | Янош                     |
| Джефф Мандон          | Джим                     |
| Том Мардірозіан       | Генрі                    |
| Емілі Міллер          | Маленька Люся            |
| Джері Мун             | мати                     |
| Говард Пінхасік       | Девід                    |